# 宇田川村
宇田川村（うだがわそん）は、鳥取県西伯郡にあった村。現在の米子市の一部にあたる。

## 地理
孝霊山の西麓、宇田川平野に位置していた。
- 河川：宇田川[3]、天井川[4]
- 山岳：壺瓶山[5]

## 歴史
- 1889年（明治22年）10月1日、町村制の施行により、汗入郡福井村、福頼村、西尾原村、本宮村、富繁村、中西尾村、高井谷村、稲吉村、福岡村が合併して村制施行し、宇田川村が発足[1][2]。旧村名を継承した福井、福頼、西尾原、本宮、富繁、中西尾、高井谷、稲吉、福岡の9大字を編成[2]。村役場を大字中西尾に設置[6]。
- 1896年（明治29年）4月1日、郡の統合により西伯郡に所属[2]。
- 1923年（大正12年）から1925年（大正14年）まで大字福井で耕地整理事業を実施[5]。
- 1938年（昭和13年）大字本宮に県営大山増殖場を開設しマスの要職を開始[7]。
- 1940年（昭和15年）稲吉川から取水し高麗村字今津まで通水した昭和用水を着工し、1944年（昭和19年）に完成した[2]。
- 1955年（昭和30年）9月1日、西伯郡淀江町、大和村、高麗村（一部）と合併し淀江町が存続して廃止された[1][2]。合併後、淀江町大字福井・福頼・西尾原・本宮・富繁・中西尾・高井谷・稲吉・福岡となる[2]。

## 産業
- 農業、養蚕[2]
- 産物：米、梨[2]
- 養蚕は大正期から昭和10年（1935年）代まで盛んであった[2]。

## 教育
- 1873年（明治6年）宇田川小学校開校[6]。1877年（明治10年）大字中西尾に移転[6]。

## 名所・旧跡
- 向山古墳群[8]